# Autotrophie
L’autotrophie est la production, par un organisme vivant, de toute la matière organique nécessaire par réduction de matière minérale. Ce mode de nutrition caractérise les végétaux chlorophylliens (exception faite de certaines plantes qui ne sont plus photosynthétiques, comme la néottie nid d'oiseau), les cyanobactéries et les bactéries sulfureuses. Les organismes autotrophes sont donc capables de se développer sans prélèvement de molécules organiques dans le milieu, au contraire des organismes hétérotrophes (animaux, champignons). Les mixotrophes se nourrissent quant à eux par autotrophie et par hétérotrophie. Les organismes autotrophes constituent généralement le premier maillon d’une chaîne alimentaire, et sont à l’origine de quasiment toute la matière organique dans un écosystème.
Deux types de matières minérales sont utilisées : d'une part le dioxyde de carbone dont la réduction produira les biomolécules avec incorporation d'azote et d'autres éléments (Soufre, phosphates…), d'autre part un réducteur fournissant les électrons nécessaires à la réduction du dioxyde de carbone et dans certains cas l'énergie (H2O, H2S, H2, S, CH4, NH3/NH4+…).
L’énergie nécessaire à cette synthèse provient de :
- la lumière, grâce à la photosynthèse, dans les cellules chlorophylliennes. On parle dans ce cas de photoautotrophie ;
- l'énergie libérée par des réactions chimiques, utilisant des ions minéraux réducteurs et un oxydant minéral, grâce à la chimiosynthèse des bactéries sulfureuses, par exemple. On parle dans ce cas de chimioautotrophie.

L'organisme autotrophe doit synthétiser toutes les molécules nécessaires, en particulier les coenzymes (facteurs de croissance métaboliques).

## Exemples d'organismes autotrophes
- La plupart des végétaux (métabiontes) et glaucophytes.
- Les espèces de la lignée brune (autrefois classés comme « algues brunes »).
- Les dinophytes (autrefois placés parmi les « algues brunes »).
- Les euglénobiontes, (classés autrefois parmi les algues vertes).
- Les chlorarachniophytes.
- Les cyanobactéries.
- Les protéobactéries γ.
- Les bactéries vertes sulfureuses.
- Les bactéries vertes non sulfureuses.
- Les aquificales.
- Certains animaux : possiblement frelon oriental, Elysia chlorotica (kleptoplastie), de nombreux coraux...

## Autotrophie et photosynthèse
Les végétaux synthétisent leur matière organique à partir de substances minérales qu'ils puisent dans le sol (eau et sels minéraux) et dans l'air (carbone sous forme de CO2). L'énergie requise pour cette synthèse, apportée par le soleil, est captée par les pigments assimilateurs (chlorophylles) au cours de la réaction de photosynthèse que l'on peut résumer par la formule :
6 CO2 + 6 H2O + énergie lumineuse → C6H12O6 + 6 O2.
Dans la photosynthèse, un processus permet aussi la synthèse d'ATP.
Le glucose C6H12O6 sert à former la matière organique et l'oxygène est rejeté.
Les plantes vertes sont donc des êtres photosynthétiques ou photoautotrophes. Le dioxygène O2 est un sous-produit de ce processus, et le glucose le substrat permettant de synthétiser toutes les biomolécules.

Flux d'énergie dans la biosphère d'après Garrett et Grisham

Cette autotrophie est primordiale puisqu'elle est l'une des conditions préalables à l'existence des organismes hétérotrophes. Les cellules hétérotrophes utilisent les produits organiques produits par les cellules photosynthétiques comme source d'énergie et précurseurs de la biosynthèse de leurs propres constituants. Dans le processus de récupération de l'énergie sous forme d'ATP, l'oxygène est réduit en eau et le CO2 retourne dans l'atmosphère pour une réutilisation par les photoautotrophes. 

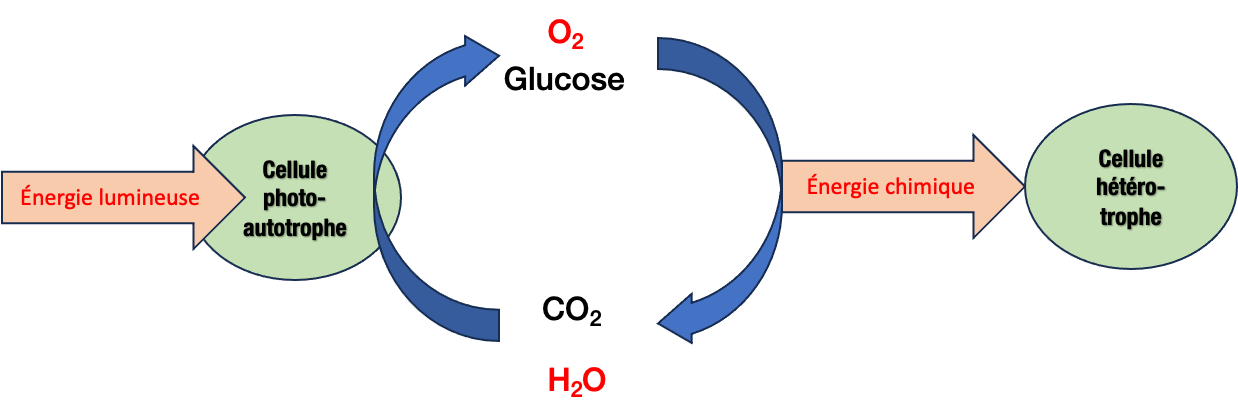
Flux de matière dans la biosphère

## Autotrophie et cycle du carbone
Les flux d'énergie à l’œuvre dans la biosphère passent donc en grande partie par le cycle du carbone et le cycle de l'oxygène, basés sur l'énergie lumineuse du soleil.
Les plantes autotrophes, des bactéries et des archées fixent le CO2 qu'elles trouvent dans l'eau, l'air, le sol. 

### Photosynthèse
Les organismes photosynthétiques le font via un processus permettant la « récupération d'électrons », c'est-à-dire la synthèse de NADPH ou de NADH en utilisant des réducteurs comme l'eau : 
12 NADP+ + 12 H2O + énergie lumineuse → 12 NADPH + H+ + 6 O2.
Elles récupèrent de l'énergie sous forme d'ATP par captation de l'énergie lumineuse ou en oxydant une partie du NADPH ou NADH. 

### Chimiosynthèse
Les électrons proviennent du réducteur minéral (H2S, H2, S, CH4, NH3/NH4+) sous forme par exemple de NADPH ou de NADH. 
L'énergie provient de l'oxydation d'une partie du réducteur minéral par un oxydant (O2, SO42−…) sous forme d'ATP.
Exemple : Nitrosomonas. Cette bactérie utilise les ions ammonium ou l'ammoniac environnemental. Ces molécules réduites sont oxydées en nitrites et les électrons récupérés sous forme de NADH ou NADPH. Ces coenzymes réduits sont ensuite utilisés dans une chaîne respiratoire utilisant le dioxygène comme oxydant. La chaîne est associée à la production d'ATP par l'ATP synthase.

### Réduction du dioxyde de carbone
Les biomolécules sont produites en réduisant le CO2 grâce au NADPH/NADH et à l'ATP, en particulier par production de glucose. Celui-ci est utilisé ensuite dans d'autres biomolécules (glucides, acides aminés, lipides, coenzymes…) pour la croissance de l'être vivant et sa multiplication. Les organismes hétérotrophes en mangeant ces êtres vivants autotrophes ou en les consommant après leur mort, utilisent ces biomolécules à leur profit. 
Sur la planète, l'autotrophie concerne par an environ 7 × 1016 grammes de carbone fixé, soit 7 x 1010 tonnes de carbone fixé 
En 2017, six voies de fixation du CO2 sont connues, qui diffèrent par leurs besoins en ATP.

### Résumé schématique
Le schéma suivant illustre comment fonctionne la photosynthèse et la biosynthèse du glucose (cycle de Calvin). La première équation montre la « photolyse de l'eau », la lumière apportant l'énergie nécessaire. La lumière permet aussi la synthèse d'ATP. Les électrons issus de l'eau, transportés par le NADPH, H+ sont utilisés au-dessous pour réduire le dioxyde de carbone en glucose, réaction endergonique (elle nécessite 2871 kJ) qui nécessite donc l'apport d'énergie sous forme d'ATP (au moins 38 molécules, en réalité de l'ordre de 54).

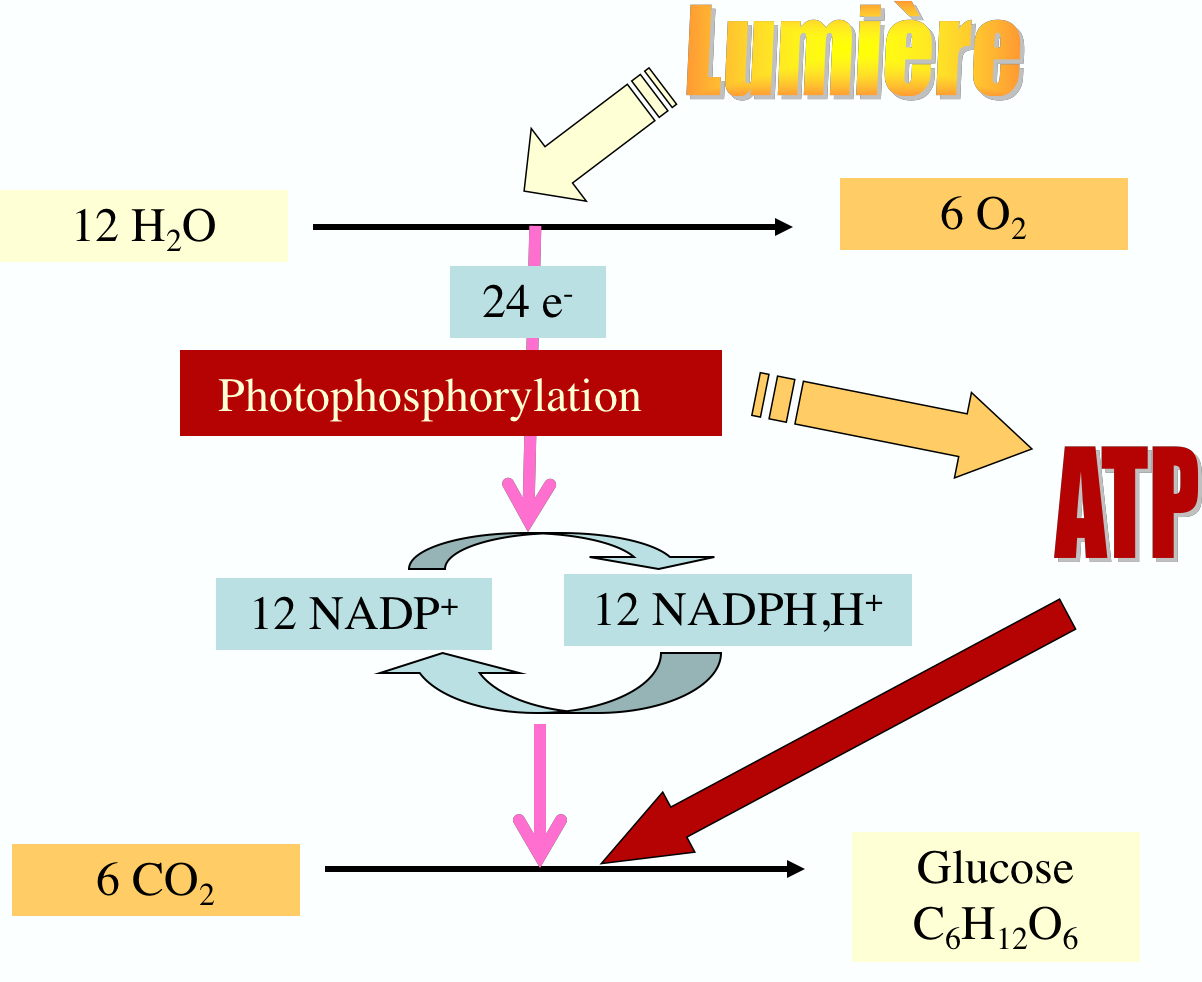
schéma global simplifié de la photosynthèse

## Autotrophie partielle
L'autotrophie partielle survient lorsqu'un organisme ne peut subvenir seul à ses besoins mais par le biais d'une association avec un autre organisme avec bénéfices réciproques; on parle alors de symbiose.

## Quantification
Sur terre, il s'agit essentiellement de la biomasse végétale constituée des plantes présentes du sol à la canopée (y compris épiphytes). 
Dans les milieux aquatiques, il s'agit généralement de la biomasse totale (séchée avant d'être pesée) des autotrophes photosynthétiques, c'est-à-dire du total des plantes aquatiques (enracinées ou libres) ainsi que du phytoplancton et des bactéries photosynthétiques. Certaines plantes semi-aquatiques peuvent avoir des feuilles immergées et émergées. Les anglophones utilisent souvent l'expression "Standing crop" à ce propos (expression qui en agriculture et dans le langage commun désigne aussi de manière générale les plantes sur pieds).